# Fédération mondiale de volley-ball et de beach-volley
La Fédération mondiale de volley-ball et de beach-volley (FMVB) est une association dissidente de la Fédération internationale de volleyball (FIVB) fondée en 2006 par Jean-Pierre Seppey, ex-directeur général de la FIVB, lors d'un congrès à Copenhague à la suite de conflits internes,. Son siège était situé à Lausanne puis à Vevey.
La FMVB a organisé un tour mondial de beach volley entre 2007 et 2011 qui a toutefois eu des problèmes de développement car en parallèle, la FIVB excluait de ses compétitions les joueurs ayant participé à celles de la FMVB.